# Гардикас, Панайотис
Панайотис Гардикас (греч. Παναγιώτης Γαρδίκας 1875-1969) – греческий генерал-майор, участник Борьбы за Македонию, Балканских войн и Первой мировой войны. 
Более всего прославился на последнем этапе Малоазийского похода греческой армии (1919-1922), командуя IX пехотной дивизией.

## Молодость

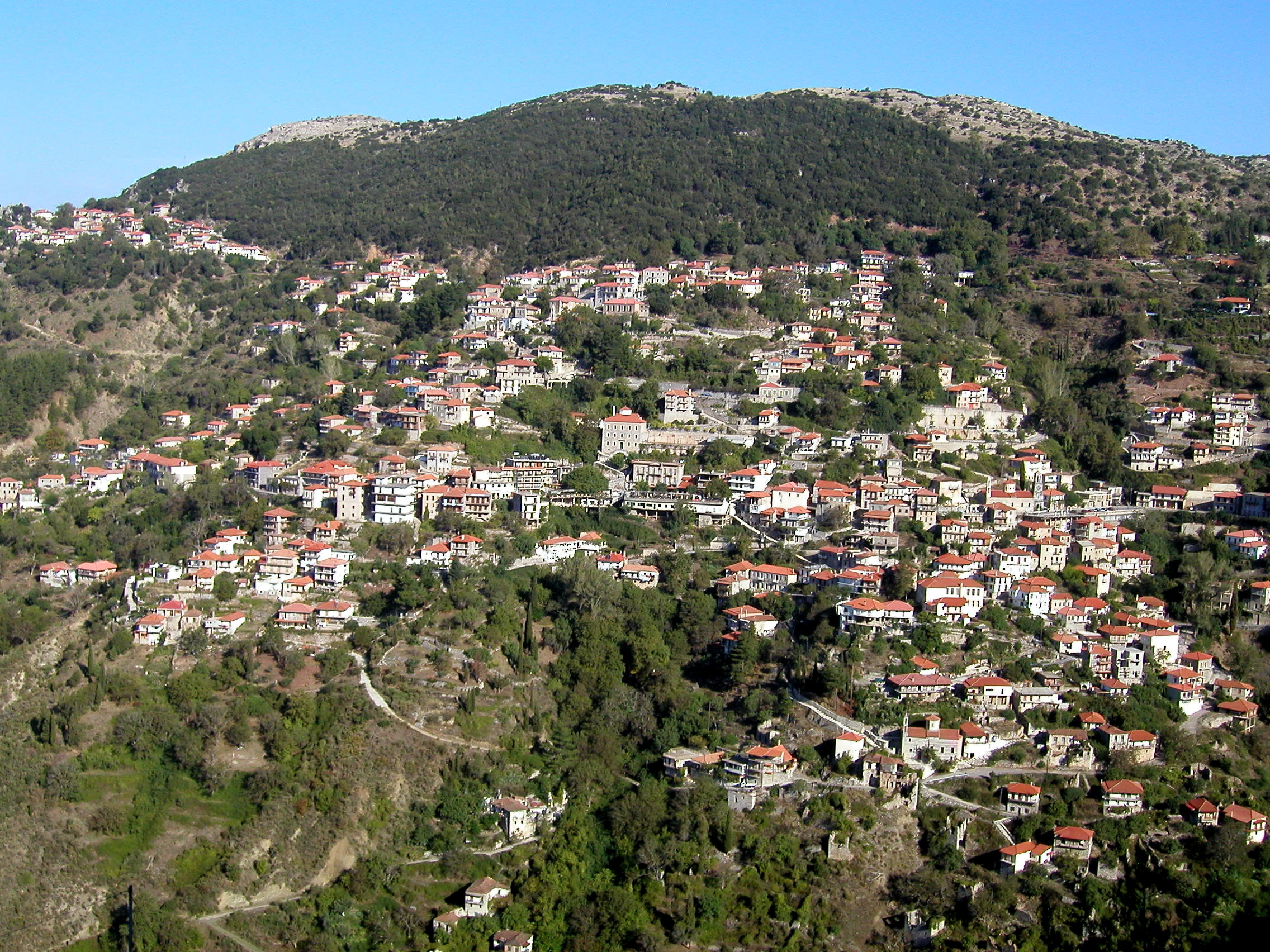
Село Лангадиа, родина генерала Гардикаса.

Панайотис Гардикас родился в 1875 году в селе Лангадиа, Аркадия. 
Окончил Военное училище эвэлпидов. 
Нет информации о том, если Гардикас успел принять участие в греко-турецкой войне 1897 года.
Младший лейтенант Гардикас был в числе младших греческих офицеров, которые негласно приняли участие в Борьбе за Македонию. Гардикас не принимал непосредственного участие в боях против болгар и турок. Он участвовал в македонской борьбе в качестве агента первого порядка

## Первая мировая война
С началом Первой мировой войны Гардикас последовал за Э. Венизелосом и с 1916 года, в звании подполковника воевал на Македонском фронте. 
Командуя 7-м критским полком принял участие в 1918 году в победном сражении против болгар при Скра-ди-Леген. 
Уже после окончания войны, командуя 3/40 гвардейским полком эвзонов ΙΧ дивизии генерал – майора Георгиоса Леонардопулоса, 3 октября 1919 года занял город Ксанти в Западной Фракии, положив конец оккупации города болгарами.

## После Первой мировой войны
Согласно 7-й статьи Мудросского перемирия между Антантой и потерпевшей поражение Османской империей, союзники имели право на оккупацию любого города имеющего стратегическое значение.

### Восточная Фракия
В апреле 1920 на Конференции в Сан-Ремо, Греция получила мандат на временное занятие Восточной Фракии, кроме Константинополя. 
Подавив сопротивление кемалистов, 3/40 гвардейский полк эвзонов полковника Гардикиса 12 июля занял Адрианополь, после чего встал в 50 км от бывшей столицы Византии.
Несколько позже, в августе 1920 года, согласно решениям Севрского договора, Восточная Фракия официально переходила к Греции.

### Начало Малоазийского похода
На регион города Смирна претендовала Италия, которая после итало-турецкой войны 1912 года контролировала юго-запад Малой Азии и чьи войска находились южнее Измира. Чтобы ограничить амбиции Италии, союзники приняли решение предоставить оккупацию Измира Греции:15 
Христос Дзиндзилонис пишет, что греческая армия высадившаяся в мае 1919 года в Смирне не имела никакой свободы действий. О её действиях решения принимали военные власти Ближнего Востока, где критерием было удовлетворение требований и нужд политики империалистических сил, в особенности англичан. Для каждого действия греческой армии было необходимо «подтверждение адмирала Калторпа (Somerset Gough-Calthorpe)».
6 мая 1919 года Межсоюзнический совет, в составе президента США Вильсона, премьер-министров Британии Ллойд Джорджа, Франции Клемансо и министра иностранных дел Италии Соннино, провёл экстренное совещание. Греческий премьер-министр Венизелос попросил разрешения на расширение плацдарма Смирны, с тем чтобы получить возможность для отражения турецких чет и обеспечить возвращение 300 тысяч беженцев, нашедших убежище на греческих островах после резни греческого населения во время Первой мировой войны. Разрешение было дано и греческая армия, по выражению историка Яниса Капсиса была готова «освободить священные земли, после 5 веков оккупации иноземцами»:44-45.
При этом, согласно Х. Дзиндзилонису, греческая армия потеряла свой национальный характер и превратилась в экспедиционный корпус Министерства колоний Англии. Характерна телеграмма Венизелоса из Лондона командующему Параскевопулосу: «Английский военный министр уполномочил генерала Милна, если он сочтёт нужным, разрешить нашим войскам, в случае турецкой атаки, преследовать их и более трёх километров, при условии, что после завершения операции, наши войска вернутся в пределы линии оккупации»..

### 3/40 полк эвзонов в Малой Азии
После прихода в ноябре 1920 года монархистов к власти в Греции, отношения союзников и Греции были союзными лишь номинально. Возвращение в Грецию германофила короля Константина освободило союзников от обязательств по отношению к Греции. Уинстон Черчилль, в своей работе «Aftermath» (стр. 387—388) писал: «Возвращение Константина расторгло все союзные связи с Грецией и аннулировало все обязательства, кроме юридических. С Венизелосом мы приняли много обязательств. Но с Константином, никаких. Действительно, когда прошло первое удивление, чувство облегчения стало явным в руководящих кругах. Не было более надобности следовать антитурецкой политике»:30. 
Как пишет греческий историк Димитрис Фотиадис «из союзников они преобразились в арбитров»:42.
Не разрешив вопроса с греческим населением региона, новое греческое правительство не решалось оставить Малую Азию и решило положить конец войне принуждением к миру. 
3/40 полк эвзонов полковника Гардикиса был переброшен в Малую Азию. 
Сил у греческого экспедиционого корпуса в Малой Азии, с его ограниченным числом в 9 дивизий, было явно недостаточно, в то время как по оценке французского генерала Гуро для принуждения к миру в Малой Азии необходимо было иметь 27 дивизий:41. 
Не находя дипломатического решения в вопросе с греческим населением запада Малой Азии, греческое правительство продолжило войну. «Весеннее наступление» 1921 года, стало первой попыткой разбить регулярную армию Кемаля. Греческая армия одержала тактическую победу, но полного разгрома турок не достигла:48.
Последовало «Летнее наступление» 1921 года, в ходе которого греческая армия нанесла поражение туркам в самом большом сражении войны при Афьонкарахисаре, но турки успели выйти из котола и отступили к Анкаре. 
В возникшей дилемме, что делать дальше, преобладали голоса сторонников продолжения наступления.
Правительство торопилось закончить войну и решило наступать далее. 28 июля/10 августа 7 греческих дивизий форсировали Сакарью и пошли на восток.
Греческие историки Сарандос Каргакос и Димитрис Фотиадис:82 именуют поход этих 7 дивизий «эпосом греческой армии». Армия проявила свои боевые качества, понесла тяжёлые потери в ходе последовавшего «эпического сражения», где победа была близка:357, но исчерпав все свои материальные ресурсы и не располагая материальными и людскими резервами не смогла взять Анкару и в порядке отошла назад, за Сакарью. .
Историк Димитрис Фотиадис пишет: «тактически мы победили, стратегически мы проиграли»:115. Правительство удвоило подконтрольную ему территорию в Азии, но возможностями для дальнейшего наступления не располагало. Не решив вопрос с греческим населением региона, правительство не решалось эвакуировать армию из Малой Азии. Фронт застыл на год.
3/40 полк эвзонов полковника Гардикаса принял участие во всех этих трёх походах греческой армии, но сам полковник Гардикас прославился на последнем этапе войны.

### Комдив IX дивизии
В августе 1922 года полковник Гардикас принял, как предполагалось временно, командование IX дивизией (начальник штаба П.Басакидис), замещая комдива И. Дедеса находившегося в кратковременном отпуске, и оставаясь номинально командиром 3/40 полка эвзонов, передав, также как предполагалось кратковременно, командование 3/40 полком майору Георгию Папастергиу. 
Штаб дивизии до начала начавшегося через неделю турецкого наступления и прорыва линии фронта находился в Кара Бунаре.
«Все военные и политические аналитики считают, что причиной прорыва была недостаточность сил для фронта протяжённостью в 800 км». Даже там, где плотность была большей, между дивизиями существовали незащищённые участки в 15-30 км:159.
Наступление началось в ночь 12/25 на 13/26 августа силами 12 пехотных и 4 кавалерийских дивизий. Туркам удалось без особого труда вклиниться в расположение между I и IV греческих дивизий, в секторе I корпуса генерал-майора Трикуписа:174.
При этом турки совершили одновременно отвлекающее наступление в секторе II корпуса, в составе которого находилась IX дивизия Гардикиса 
14 августа Гардикас перевёл свой штаб из Кара Бунара в Эйрет. 
IX дивизия полковника П. Гардикаса успела к 15 августа полностью разгромить атаковавшую II турецкую кавалерийскую дивизию. 
Но когда командующий I корпусом генерал – майор Трикупис запросил у командующего II корпуса генерал-майора Д. Димараса, чтобы тот срочно передал ему IX дивизию, последний счёл что турецкое наступление развивается именно в его секторе и передал Трикупису лишь один полк:178.
Передача IX дивизии состоялась с опозданием, но было уже поздно
С полудня 15/28 августа силы так называемой южной группы, находившейся под командованием Трикуписа, были рассечены на две независимые друг от друга и отступающие колонны войск.
Группа Трикуписа включала в себя V, XII, XIII, остатки принявшей основной удар IV дивизии и переданной с опозданием Трикупису IX дивизии:180.
Группа генерал-майора А.Франгу состояла из его I дивизии, VII дивизии, части IV дивизии и отрядов Луфаса и полковника Пластираса. 
Франгу повёл свою группу на запад и к вечеру 15 августа занял позицию в Тумлу Бунар:180, куда и пыталась пробить коридор группа Трикуписа. 
Группа Франгу подверглась утром 16 августа мощной атаке в районе села Карагёсели, но удержала свои позиции. В полдень Пластирас запросил разрешения контратаковать в восточном направлении, чтобы соединиться с Трикуписом. Франгу разрешения не дал, что по мнению историка Я, Капсиса обрекло группу Трикуписа. С закатом солнца, он дал приказ своим частям отойти дальше на запад, к Исламкёю. 
Медлительность Трикуписа в принятии решений привела к тому, что его группа потеряла контакт с группой Франгу и между двумя отступающими группами образовалась брешь в 25 км. Турки ринулись всеми своими силами в эту брешь, в то время как их кавалерия предотвращала возможность контакта между двумя отступающими греческими группами.

### Бой при Хамуркёе
ΙΧ дивизия выступила на запад, по дороге на Хамуркёй в 04:30 16 августа, в голове колонны отступающей группы Трикуписа. 
Сразу за ней шли части разбитой IV дивизии. 
В 06:00 ΙΧ дивизия вступила в бой с первыми турецкими частями, вставшими на её пути. К 09:00 дивизия вступила в отчаянный бой с тремя турецкими дивизиями. 
К 10:30 обстановка стала драматической. Моральный дух солдат, не спавших и не евших с 13 августа и осознававших, что они в окружении, был поколеблен.
Натиск противника, к которому подходили всё новые и новые силы, усиливался. Артиллерия дивизии действовала неприкрытая на одной линии с пехотой. 
Полковник Гардикас был вынужден неоднократно лично вмешаться, чтобы удержать линию обороны. 
XIV кавалерийская дивизия турок пыталась с фланга нанести удар по группе Трикуписа и целый день сдерживалась ΙΙ/26 батальоном майора Д. Папаянниса. 
В 17:00 турки предприняли генеральную атаку против всей линии обороны ΙΧ дивизии. 
Командиры батальонов и рот один за другим погибали или выходили из строя после тяжёлых ранений и их подразделения начали отступать. 
Все офицеры 3/40 полка эвзонов майора Г. Папастергиу были выведены из строя, за исключением одного только младшего лейтенанта. 
То же самая картина наблюдалась и в ΙΧ кавалерийском полу-эскадроне В. Боволетиса. 
Однако горная артиллерия дивизии (батарея ΙΧα капитана В. Спиро́пулоса и ΙΧβ майора Г. Филико́са ) осталась на своих позициях и огнём с дистанций от 100 до 400 метров сумела сдержать противника и дала время пехоте перегруппироваться.
Был получен приказ контратаковать. Контратаку возглавил командир 26 го пехотного полка подполковник Д. Калягакис. В контратаке приняли участие единственный резервный батальон II корпуса армии (Ι/26 пехотный батальон майора Ангелоса Вуцинаса), части разбитого 11-го пехотного полка и курсанты училища офицеров-резервистов из Афьон Карахисара под командованием подполковника Д. Николареоса. 
Контратака временно сдержала и вернула порядок в расположении греческих частей. 
Однако смертельные ранения командира 26-го пехотного полка и добровольно сменившего его в контратаке командира ΙV батареи Афанасия Пурнараса, вновь поколебали греческие части. 
Новая мощная турецкая атака отбросила назад части ΙΧ дивизии в полном беспорядке. 
В этот критический момент вмешалась ΙΙ/Α’ батарея полевой артиллерии майора Ксантакоса, чьи кони галопом доставили орудия на поле боя. ΙΙ/Α’ батарея расположилась рядом с 3 батареями дивизии и батареей ΙΙ/Β’ полевой артиллерии капитана К. Пападо́пулоса. Артиллерийские батареи, без прикрытия и защиты пехоты, непрерывным огнём прямой наводкой вынудили турок отступить на 1000 метров к югу. 
Дивизия продолжила свой марш на запад и ночью, под непрерывным огнём турецкой артиллерии, собралась в районе села Хамуркёй, вместе с другими силами группы Трикуписа и тысячами следовавших с группой греческих и армянских беженцев. 
Все дивизии понесли большие потери и были на грани развала.

### Прорыв IX дивизии
Окружённая группа Трикуписа в ночь с 17 на 18 августа вновь двинулась на запад, намереваясь выйти к Ушаку и соединиться с группой Франгу. 
Но между ними находились скалы массива Мурат Даг и потеряв ориентацию в горах Трикупис со своей группой через 3 часа прибыл в Оючук. 
Здесь Трикупис узнал, что ожидавший его 5/42 гвардейский полк Пластираса отошёл всего 2 часа тому назад и проход, который Пластирас до того защищал, был уже занят турками. Колонна Трикуписа остановилась.
Трикупис не решался пробиваться через этот проход. 
Однако комдив IX дивизии полковник П. Гардикас был полон решительности. 
После того как он безуспешно пытался убедить Трикуписа и его штабистов опрокинуть вставших на проходе турок штыковой атакой, Гардикас верхом на коне возглавил атаку своей дивизии, прорвал турецкие кавалерийские заслоны, прошёл через массив Мурат Дага и вышел на дорогу Чендеш –Ушак. 
IX дивизия полковника Гардикаса избежала пленения.
На следующий день группа Трикуписа была окружена в горах Ильбулак, но прорвала окружение. Через день потрёпанная Группа дивизий Трикуписа, не имея более другого пути отхода попыталась выйти из котла, через узкое ущелье Аливеран (Alıören). 
Из вошедших в ущелье 20-25 тысяч человек, только 7 тысяч были боеспособны, остальные были либо раненные, либо безоружное гражданское население, бежавшее из своих сёл во избежание турецкой резни:180. 
В то время как героическая XIII дивизия защищала вход в ущелье, группа Трикуписа, ожидавшая наступления ночи, расстреливалась турецкой артиллерией. 
Ночью группа Трикуписа провалась из ущелья, но это были уже разрозненные части. Трикупис со своим штабом сдался туркам 20 августа:184.
В оценках действий генерал-майора Трикуписа, военная историография отмечает ряд его ошибок и нерешительность в приёме решений. Кроме прочего указывается и прорыв дивизии Гардикаса. В этом случае, немногочисленные голоса в защиту Трикуписа напоминают, что его колонна в значительной части состояла из тысяч раненных и беженцев, что в некоторой степени объясняет его сомнения в успехе ночного прорыва через козьи тропы Мурат Дага.

## Впоследствии
К тому времени отряд полковника Луфаса, из группы Франгоса занял 24 августа высоты у Бин-Тепе, прикрывая силы отходящие к Касаба. Отряд Луфаса подвергся мощной атаке, но удержал свои позиции, дав возможность отходящим силам создать 25 августа временную линию обороны в Касаба, в непосредственной близости к Смирне. 
27 августа Гардикас со своей дивизией передислоцировался в греческое село Агиос Георгиос, на следующий день в Дербен и, примкнув к "Южной группе" Франгоса 31 августа прибыл к Чешме, где её части были погружены на корабли и 1 сентября перправлены на острова Хиос .
На Хиосе Гардикас вступил в начальный революционный комитет антимонархической сентябрьской революции 1922 года, вместе с полковниками Пластирасом, М. Кимисисом и майором Э. Бакирдзисом.  
13/26 сентября был образован расширенный революционный комитет 12 офицеров:386, среди которых были полковники С. Гонатас, А. Протосингелос, А. Хасапидис и морские офицеры Петропулакис и Д. Фокас.
Впечатляет тот факт, что в то время как все выше перечисленные офицеры члены революционного комитета в последовавший бурный межвоенный период в истории Греции стали министрами и премьер министрами, командующими армией и начальниками штабов, или, наконец, возглавили военные путчи, Гардикас исчез с военной и политической арены. 
Не совсем ясно когда и почему он был демобилизован из армии. 
Достоверно известно льшь то, что он дожил до преклонного возраста и умер в Афинах в 1969 году.